# Christa Prets

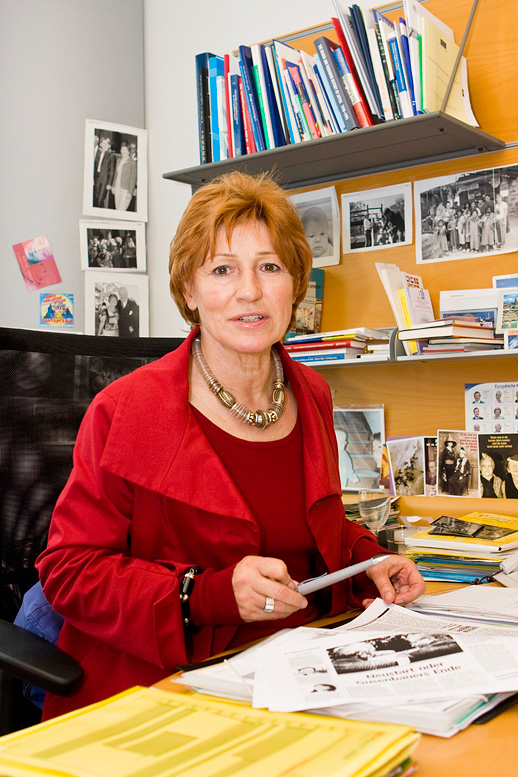
Christa Prets, Brüssel 2008

Christa Prets (* 2. Oktober 1947 in Diez an der Lahn / Deutschland) ist eine österreichische Politikerin (SPÖ) und war von 1999 bis 2009 Mitglied des Europäischen Parlaments.

## Leben
Christa Prets machte eine Bürolehre, absolvierte eine Ausbildung zur Sportlehrerin und leitete verschiedene Sportgruppen bis 1994. Nach einem Umzug ins Burgenland wurde sie 1968 österreichische Staatsbürgerin.
Sie war seit 1987 Mitglied des Gemeinderates, Vizebürgermeisterin und von 1991 bis 1994 Bürgermeisterin in Pöttsching. 1994 wurde sie Landesrätin und war für Kultur, Wissenschaft, Frauen, Soziales und Sport zuständig.

## Ehrenamtliche Funktionen
- Mitglied des ASKÖ-Präsidiums
- Präsidentin des Behindertensportverbandes Burgenland
- Obfrau des Vereins „Burg Forchtenstein Fantastisch“
- Präsidentin des Vereins 100% SPORT[1] (2009–2024)

## Auszeichnungen
- 2004: Großes Goldenes Ehrenzeichen für Verdienste um die Republik Österreich[2]
- 2016: Kulturpreis des Landes Burgenland (Darstellende Kunst, Film und Video)[3]